# Guy Dugdale
Guy Carol Dugdale (ur. 9 kwietnia 1905 w Stratford-upon-Avon, zm. 4 września 1982 w Westminster) – brytyjski bobsleista, brązowy medalista igrzysk olimpijskich.

## Kariera
Największy sukces osiągnął w 1936 roku, kiedy reprezentacja Wielkiej Brytanii w składzie: Frederick McEvoy, James Cardno, Guy Dugdale i Charles Green wywalczyła brązowy medal w czwórkach na igrzyskach olimpijskich w Garmisch-Partenkirchen. Był to jego jedyny start olimpijski i jedyny medal wywalczony na międzynarodowej imprezie tej rangi. W czasie II wojny światowej walczył w szeregach Wiltshire Regiment w Brytyjskich Siłach Zbrojnych.